# 막낀헤
막낀헤(Mạc Kính Hẻ, ? ~ ?)는 대월 막조의 제10대 황제(재위: 1677년 ~ 1681년)이다. 그러나 베트남 역사서에는 언급되지 않고 청나라 역사서에만 등장한다. 
청나라 역사서에 따르면 그는 막낀부의 아들이자 막낀꽝의 형제였다. 